# محمدرضا اسکندری
محمّدرضا اسکندری (زاده ۱۳۳۸ اهواز) سیاستمدار و مدیر اجرایی ایرانی است. وی در حکمی از سوی معاون رئیس‌جمهور و رئیس بنیاد شهید و امور ایثارگران به عنوان مدیرعامل سازمان اقتصادی کوثر منصوب شده است. او از سال ۱۴۰۰ تا ۱۴۰۱ به عنوان مدیرعامل منطقه آزاد تجاری-صنعتی اروند فعالیت می‌کرد. وی در دولت نهم، در فاصلهٔ سال‌های ۱۳۸۴ تا ۱۳۸۸ وزیر جهاد کشاورزی بود.
اسکندری دانش‌آموخته کارشناسی مهندسی کشاورزی از دانشگاه چمران است و فعالیت سیاسی را از سال ۱۳۵۸ در جهاد سازندگی آغاز کرد. وی از ۱۳۶۸ تا ۱۳۷۶ رئیس سازمان جهاد سازندگی استان خوزستان و از ۱۳۷۶ تا ۱۳۷۸ نیز مدیرعامل مؤسسه جهاد سازندگی استقلال بود. او در فاصلهٔ سال‌های ۱۳۷۸ تا ۱۳۸۰ به عنوان رئیس سازمان امور عشایر ایران فعالیت می‌کرد و از ۱۳۸۱ تا ۱۳۸۴ مجری طرح گندم در وزارت جهاد کشاورزی بود و از ۱۳۸۴ تا ۱۳۸۸ در کابینهٔ نخست دولت محمود احمدی‌نژاد، به عنوان وزیر جهاد کشاورزی فعالیت می‌کرد. اسکندری در فاصله سال‌های ۱۳۸۸ تا ۱۴۰۰ مدیرعاملی سازمان اقتصادی کوثر را برعهده داشت.

## عملکرد در سازمان اقتصادی کوثر
دو هفته پس از اینکه دو نماینده مجلس ایران از حجم بالای فساد مالی در بنیاد شهید و امور ایثارگران پرده برداشتند، روزنامهٔ فرهیختگان در گزارشی از ممانعت مسئولان سازمان اقتصادی کوثر در مسیر رسیدگی به پرونده این سازمان خبر داد. بر اساس گزارش این روزنامه، محمدرضا اسکندری، مدیرعامل سازمان اقتصادی کوثر مانع ورود تیم تحقیق و تفحص به این سازمان شده است. محمدرضا اسکندری، مدیرعامل سازمان اقتصادی کوثر که مانع ورود بازرسان به این سازمان شده، در سال ۱۳۹۲ به خبرگزاری شهید آنلاین گفته بود: «وقتی به سازمان آمدم، متوجه شدم که بعضی از مدیران درآمدهای شرکت را به حساب شخصی خود واریز می‌کنند؛ مثلاً در یک مورد با ۲۰۰ مورد تخلف در شرکت‌های زیرمجموعه روبه‌رو شدم. فردی بود که هم در هیئت مدیره شرکت خوراک دام پارس بود و هم خودش شرکت خصوصی داشت. با اعتبار شرکت خوراک دام پارس کار شرکت خودش را پیش می‌برد.» اگرچه وی گفته بود که راه این تخلف‌ها را بسته است، امّا گزارش‌های نمایندگان مجلس بیانگر افزایش فساد اقتصادی در دورهٔ مدیریت محمدرضا اسکندری در سازمان اقتصادی کوثر بودند.
سازمان اقتصادی کوثر یکی از بزرگ‌ترین مجموعه‌های اقتصادی ایران و مالک ده‌ها شرکت اقتصادی است و از زیرمجموعه‌های بنیاد شهید و امور ایثارگران به‌شمار می‌رود. این سازمان اقتصادی در زمینه‌های کشاورزی و دامپروری، معادن، صنایع غذایی، خدمات مالی و سرمایه‌گذاری، برق و الکترونیک، عمران و ساختمان، بازرگانی، سلامت و بهداشت، نفت و انرژی و… مشغول به فعالیت است. هلدینگ سرمایه‌گذاری توسعه صنعت کوثر صبا، گروه سرمایه‌گذاری کشاورزی کوثر، گروه توسعه صنایع و معادن کوثر، گروه زمین و ساختمان معین کوثر، شرکت شهاب، بیمارستان خاتم‌الانبیا، شرکت سرمایه‌گذاری آوانوین، شرکت اجداد زربال، شرکت ایمن آسایش کوثر، شرکت جمکو، نیروگاه زاگرس کوثر، شرکت سیمکات، شرکت توسعه مکانیزاسیون و صنایع کشاورزی کوثر، شرکت آبزی اکسیر کوثر، شرکت ایمن پوشش کوثر، شرکت خدمات بازرگانی تحفه، شرکت شیمی دارو کوثر، شرکت خوراک دام پارس، شرکت نماد کوثر، شرکت زربال، آزمایشگاه تشخیص دامپزشکی کوثر، شرکت پیشگامان کشاورزی صنعت کوثر و… تنها نمونه‌ای از زیرمجموعه‌های اقتصادی فعال در ساختار سازمان اقتصادی کوثر هستند. بسیاری از این شرکت‌ها مالک چندین شرکت و گروه اقتصادی دیگر نیز می‌باشند.

## انتخابات ریاست‌جمهوری ۱۴۰۳
وی در روز دوشنبه ۱۴ خرداد ۱۴۰۳ با حضور در وزارت کشور برای انتخابات ریاست‌جمهوری دوره چهاردهم ثبت‌نام کرد.